# Ouratea cassinifolia
Ouratea cassinifolia är en tvåhjärtbladig växtart som först beskrevs av Dc., och fick sitt nu gällande namn av Adolf Engler. Ouratea cassinifolia ingår i släktet Ouratea och familjen Ochnaceae. Inga underarter finns listade i Catalogue of Life.